# Škofljica
Škofljica este o localitate din comuna Škofljica, Slovenia, cu o populație de 2.244 de locuitori.